# Marlijn Binnendijk

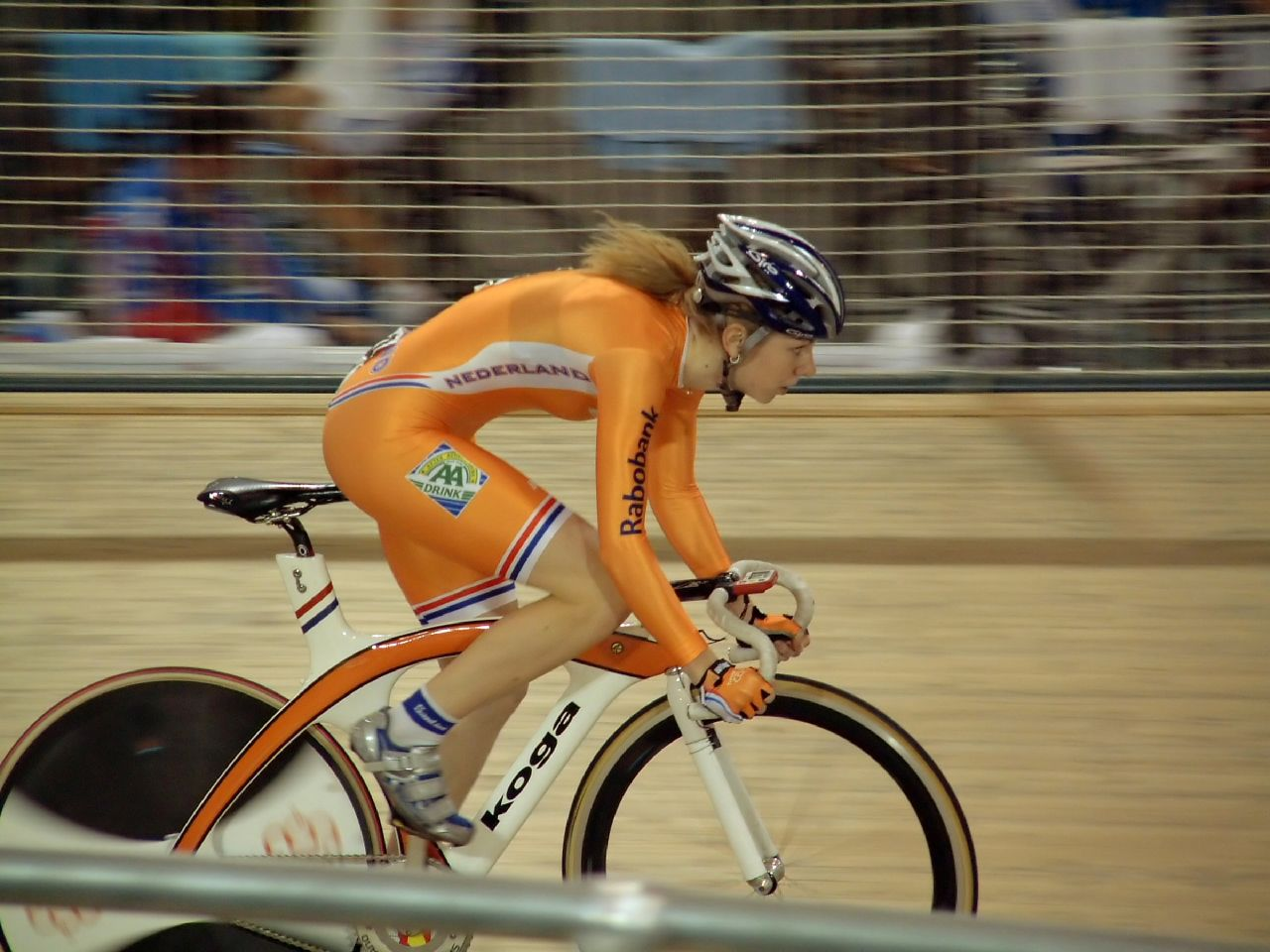
Marlijn Binnendijk

Marlijn Binnendijk (* 5. Dezember 1986 in Zuid-Scharwoude) ist eine ehemalige niederländische Radrennfahrerin, die auf Bahn und Straße aktiv war.
2003 wurde Marlijn Binnendijk Nachwuchs-Europameisterin in der Einerverfolgung; im selben Jahr wurde sie in dieser Disziplin Dritte bei den Junioren-Bahnweltmeisterschaften. Im Jahr darauf wurde sie Junioren-Weltmeisterin in der Verfolgung. Bei den nationalen Bahnmeisterschaften der Elite belegte sie jeweils Platz zwei in der Verfolgung sowie im Punktefahren und wurde Dritte im 500-Meter-Zeitfahren, und auch in den folgenden Jahren stand sie bei niederländischen Bahn-Meisterschaften mehrfach auf dem Podium.
2006 und 2007 wurde Binnendijk Nachwuchs-Europameisterin im Punktefahren und 2007 zudem niederländische Meisterin im Straßenrennen der Elite-Frauen.
2010 beendete Marlijn Binnendijk aus beruflichen Gründen ihre Radsport-Karriere.